# Stacy Peralta
Stacy Peralta (Vecnice, 15 de outubro de 1957) é um produtor, diretor, documentarista e empresário, ex surfista e skatista profissional, tendo sido um dos lendários Z-Boys.

## História
De origem mexicana e irlandesa. "Stacy" tinha 15 anos  quando começou a competir com os Z-Boys, um dos grupo de Skatistas mais famosos e influentes da história do skate.
Patrocinado pela loja de surf "Jeff Ho Surfboards e Zephyr Productions" (depois foi patrocinador pela "Gordon & Smith skateboard company") Stacy Peralta, Tony Alva e Jay Adams se tornaram os Skatistas mais populares da sua época e receberam título de "Os Reis de Dogtown".
Aos dezenove anos, Peralta tornou-se um dos principais Skatistas profissionais. Logo depois, ele se juntou com o fabricante de skates George Powell para formar a empresa: Powell-Peralta.
Com o apoio financeiro de Powell-Peralta, Stacy formou o  Bones Brigade, uma equipe de skate composta por alguns dos melhores skatistas do momento, muitos dos quais revolucionaram o skate moderno (Entre eles:Tony Hawk, Rodney Mullen, Steve Caballero, Tommy Guerrero entre outros).
Stacy Peralta também é diretor e é o responsável pelos importantes registros em vídeos como (A Bones Brigade Video Show (1984), Future Primitive (1985), The Search for Animal Chin (1987), Ban Este (1989) ). Além do documentário: Dogtown and Z-Boys (2001) e ainda fez o roteiro do aclamado filme: Os Reis de Dogtown  (2005).